# Ksar Hellal
Ksar Hellal (arabisch قصر هلال, DMG Qaṣr Hallāl) ist eine Stadt in der tunesischen Sahel-Region, etwa 21 Kilometer südlich von Monastir, einige Kilometer südlich der Küstenstadt Lamta und 28 Kilometer nördlich von Mahdia (über die C90: Moknine – Sidi Bannour – Ksour Essef).
Die am 23. September 1948 gegründete Gemeinde, die administrativ dem Gouvernement Monastir angegliedert ist, zählte 2014 49.376 Einwohner.

## Herkunft des Ortsnamens
Die Gründung der Siedlung soll auf die Banū Hilāl zurückgehen, so der Archäologe M'hamed Hassine Fantar, der die Anwesenheit der Namen Zoghba und Marâa, die dem Stamm der Banū Hilāl(Hilaliens) zugerechnet werden, an Ort und Stelle feststellte.

## Geografie
Sie grenzt an die Städte Sayada im Norden, Moknine im Süd-Osten und Jemmal/Touza im Westen sowie Lamta, Bouhjar, Bennane und Bodheur im Norden.

## Persönlichkeiten
- Houssine Dimassi (1948–2025), Ökonom, Minister
- Riadh Sanaa (* 1965), Handballtorwart
- Ons Jabeur (* 1994), Tennisspielerin